# Osvald Závodský

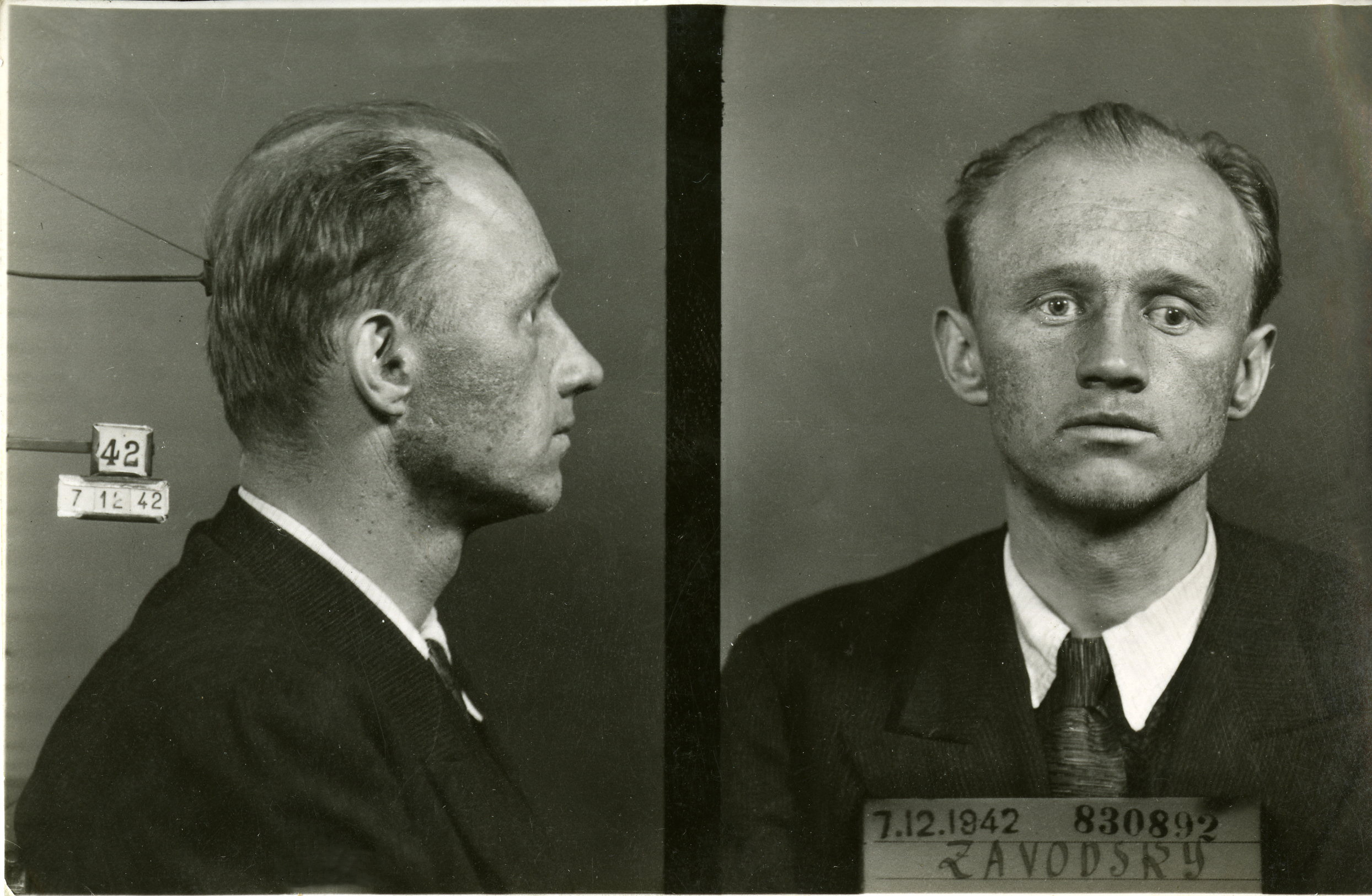

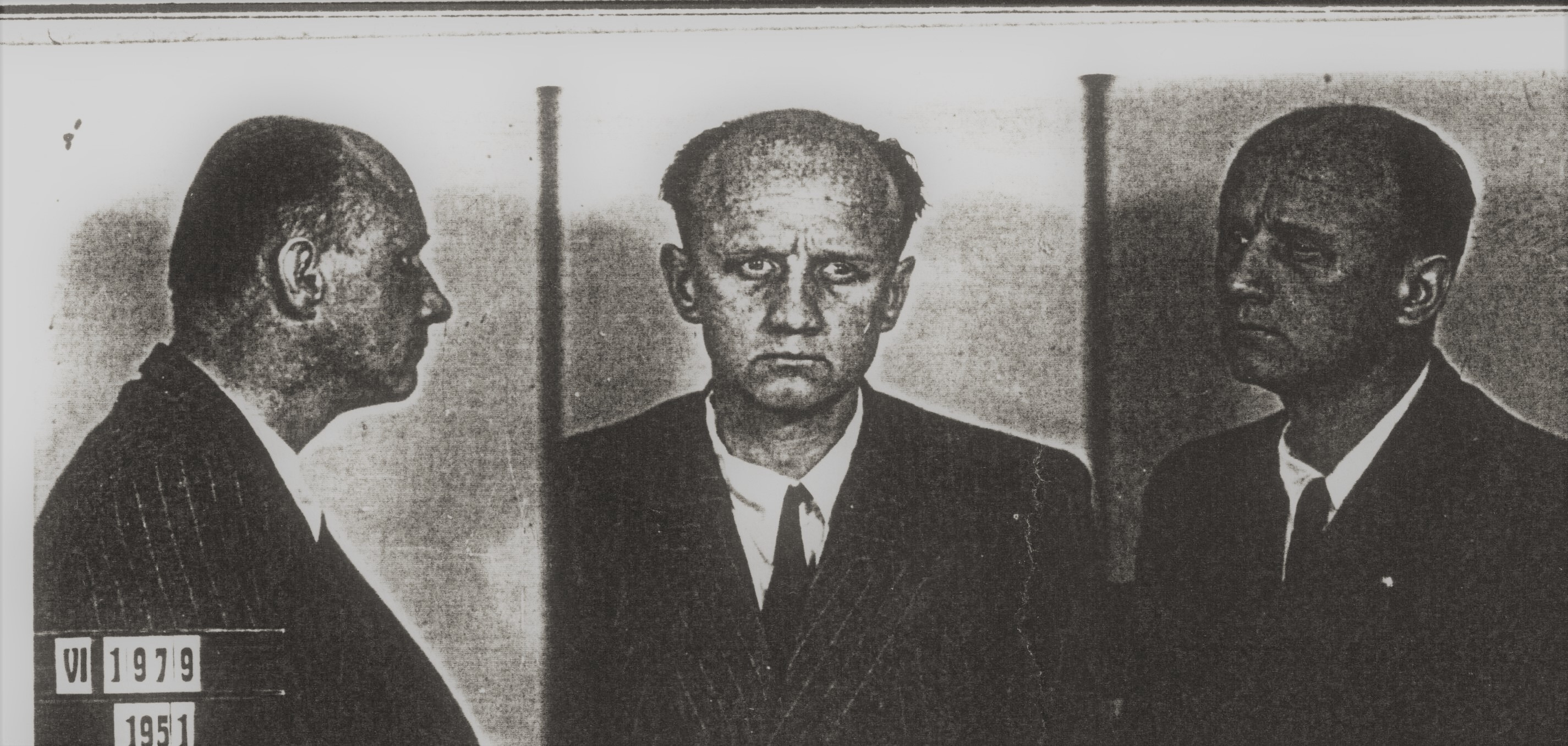

Osvald Závodský (27. října 1910, Svinov – 19. března 1954, Praha) byl československý komunista a interbrigadista ve španělské občanské válce a později velitel Státní bezpečnosti. Během stalinistických čistek na počátku roku 1950 upadl v nemilost a byl poslední prominentní obětí odsouzenou k trestu smrti. Zatčen však byl již 27. ledna 1951 a to na pokyn ministra národní bezpečnosti Ladislava Kopřivy. Odsouzen k trestu smrti byl 23. prosince 1953. Než byl sám odsouzen, byl násilně (metodami, které za jeho velení StB v nejvyšší míře uplatňovala v boji proti třídnímu nepříteli) využit ke zničení jiných vrcholných představitelů KSČ jako byli Rudolf Slánský a Otto Šling. Závodský byl souzen pro vlastizradu, spolu s ním byli souzeni vysocí důstojníci ministerstva vnitra a STB – Ivo Milén, Bedřich Pokorný, Vladimír Šmolka, Miroslav Pich-Tůma, Oskar Valeš, JUDR. Karel Schwarz. Osvald Závodský byl v roce 54, rok po smrti Stalina, popraven jako poslední prominent KSČ, třebaže do poslední chvíle věřil, že když s vyšetřovacími orgány spolupracoval, dostane od Zápotockého milost, a rozsudek mu bude změněn na doživotí.

## Život
Narodil se do rodiny holiče Františka Závodského a jeho ženy Marie, rozené Špokové. Pokřtěn byl jmény Osvald František. Pět let navštěvoval základní školu, pak čtyři roky nižší stupeň školy a pak dvě třídy na obchodní škole.
V říjnu 1937 odešel s dalšími československými komunisty do Španělska a připojil se tam ve španělské občanské válce k mezinárodním brigádám. Sloužil jako dobrovolník v československém praporu Masaryk v rámci 129. pěší brigády. Ve Španělsku vykonával politické funkce politického velitele kulometné roty a člena brigádního vedení KSČ. Vystřídal funkce od střelce kulometu přes velitele roty a dosáhl hodnosti kapitána. Po pádu Katalánska v únoru 1939 přešel hranice do Francie. Zprvu byl internován, nejdříve v táboře Argelès-sur-Mer a pak v táboře Gurs. Ihned poté byl v březnu 1939 obsazen zbytek Československa. Závodský zůstal ve Francii a pracoval pro Československou exilovou vládu. Přihlásil se do československého vojska a zúčastnil se bojů v červnu 1940 Gien na Loiře jako velitel kulometného družstva. Po dobytí Francie odešel do ilegality a zapojil se do francouzského hnutí odporu. Organizoval partyzánské skupiny a jako komisař partyzánského oddílu FTPF-MOI se zúčastnil pěti bojových akcí v okolí Paříže. Od února 1942 se jako velitel tří partyzánských skupin zúčastnil několika přímých bojových operací – přepadů německých vojenských stanovišť. Na podzim roku 1942 se bývalý interbrigadista Osvald Závodský společně se dvěma dalšími Čechoslováky Ickevičem a Bukáčkem podnikl pumový útok na hotel v rue d’Alesia, kde zahynuli čtyři němečtí důstojníci a dvanáct dalších bylo zraněno. V prosinci 1942 byl zatčen, prošel francouzskou věznicí Fresnes a v srpnu 1943 poslán do koncentračního tábora Mauthausen na nucené práce. Přežil až do osvobození koncentračního tábora americkými vojáky v květnu 1945.
V srpnu 1945 se vrátil do Československa a podílel se na postupném převzetí moci komunisty. Působil v aparátu ÚV KSČ (evidenční odbor). Od 3. listopadu 1948 zastával pozici velitele skupiny BAa (vnitřní bezpečnost) na ministerstvu vnitra. V roce 1949 se stal plukovníkem Státní bezpečnosti. V září 1950, po pokusu o sebevraždu velitele StB Jindřicha Veselého, jej nahradil v jeho funkci.
Během tohoto období začalo pronásledování odpůrců komunistů ve vlastních řadách. Došlo k rozepři mez jugoslávským vůdcem Titem a Sovětským svazem. Stalin se obával odštěpení dalších sovětských satelitů a vnitřních nepřátel jako buržoazních živlů, trockistů, sionistů a titoistů. Zároveň v Asii zuřila korejská válka a Stalin očekával rozšíření války do Evropy, což byl důvod, proč požadoval bezpodmínečnou loajalitu sovětských satelitů. Bylo tedy vítáno stíhání podezřelých v komunistickém aparátu. Americký komunista Noel Field byl obviněn z vyzvědačství a unesen maďarskou tajnou službou z Prahy. Kolem jeho osoby bylo vykonstruováno spiknutí. Šéf KGB Lavrentij Berija nařídil maďarskému ministrovi vnitra Matyáši Rákosimu zahájit vyšetřování. V roce 1949 byl zatčen László Rajk a krátce poté se zatýkání komunistických činitelů rozšířilo z Maďarska i do Československa. Jako jeden z prvních byl v roce 1950 zatčen předseda komunistické strany v Brně Otto Šling. V okruhu podezřelých se ocitli další a další komunisté, kteří strávili válku v exilu nebo v německém zajetí. Generální tajemník KSČ Rudolf Slánský mohl ukončit vyšetřování Šlinga, se kterým udržoval osobní kontakty. Místo toho nařídil zatčení náčelníka StB Závodského, který byl zatčen 27. ledna 1951 spolu se svým náměstkem Ivo Milénem a dalšími. Ve vazbě se ho vyšetřovatelé Státní bezpečnosti za pomoci mučení a psychického nátlaku snažili donutit, aby se přiznal k členství v neexistující trockistické spiklenecké skupině. Cílem spiknutí mělo být zavraždění generálního tajemníka ÚV KSČ Rudolfa Slánského a dalších představitelů strany, státní převrat a návrat Československa ke kapitalismu. Po Slánského zatčení byl naopak nucen k přiznání, že s ním spolupracoval.
23. listopadu 1951 byl zatčen sám Rudolf Slánský, a mnoho dalších, zejména bývalých španělských interbrigadistů. Ve vykonstruovaném procesu bylo odsouzeno mnoho prominentních komunistů, ministr zahraničních věcí Vladimír Clementis, náměstek Ministerstva zahraničních věcí Artur London, budoucí prezident ČSSR Gustáv Husák, Josef Frank, André Simone a další. Československá ekonomika byla kompletně podřízena přípravám na blížící se válku a modernizaci armády. Teprve po Stalinově smrti v březnu 1953 a po konci korejské války v červenci 1953 čistky ustaly. Již vynesené rozsudky smrti byly částečně zmírněny na doživotní tresty odnětí svobody. Nicméně Osvald Závodský zůstal ve vazbě a byl, už v neveřejném řízení, 23. prosince 1953 odsouzen k trestu smrti na základě obvinění ze zrady a sabotáže. Ovšem Ústřední bezpečnostní komise rozhodla o jeho trestu smrti už několik dnů před soudem. Byl oběšen 19. března 1954 v Praze. Rodina ho od zatčení již nikdy neviděla a o vykonaném trestu smrti se dozvěděla až v listopadu 1954, když ještě v červnu 1954 žádala prezidenta Zápotockého o milost. (Dopis na rozloučenou napsaný těsně před popravou dostala po 43 letech v roce 1997.)
Bývalý šéf prezidentské kanceláře Ladislav Novák vzpomínal, že tehdejšímu prezidentovi nesl Závodského žádost o milost. „Proč mi to nosíte?“ rozčílil se Zápotocký. „Vždyť víte, že politický sekretariát rozhodl o jeho popravě.“ Novák mu prý odpověděl: „Jako občan má právo požádat vás o milost. A navíc pořád opakuje, že je nevinen.“ Zápotocký udeřil rukou do stolu. „Ať je vinen či nevinen, milost mu neudělím.“ Ladislav Novák svou vzpomínku ukončil těmito slovy: „Nejsem Jan Hus, abych se postavil rozhodnutí politického sekretariátu.“ (Lubomír Štrougal. Paměti a úvahy)
Teprve později, po mém příchodu do Prahy, jsem se dozvěděl více o politické a státnické činnosti Antonína Zápotockého. Nebyly to informace vždy příznivé. Populární dělnický vůdce se často stával, zřejmě kvůli své sociálně demokratické minulosti, předmětem tvrdých útoků ze sovětské strany. Celou válku prožil v koncentračním táboře, přesto nezvedl hlas proti nezákonnostem v politických procesech padesátých let. V roce 1954 už jako prezident republiky neudělil amnestii Osvaldu Závodskému, interbrigadistovi a bývalému veliteli Státní bezpečnosti, přestože musel vědět o nezákonnosti jeho odsouzení. Když jsem byl ministrem vnitra, snažil jsem se objasnit, jak k tomuto tragickému rozhodnutí došlo. Přesvědčivého vysvětlení jsem se však nedobral. Výsledek šetření byl vždy stejný- ne prezident, ale administrativní aparát prezidenta prý vše zavinil. Ale šlo o vraždu, a to v roce 1954 - v době, kdy se s takovými rozsudky v politických procesech skoncovalo.
Pohřben byl tajně u zdi Ďáblického hřbitova, šachta č.35 po rehabilitaci v roce 1963 byl v roce 1964 exhumován a pohřben v Urnovém háji strašnického krematoria.

## Důsledky
Poté, co Nikita Sergejevič Chruščov v roce 1956 odsoudil kult osobnosti Josefa Stalina, byly politické procesy označeny jako chyby komunistické strany.
Osvald Závodský byl posmrtně 29. května 1963 rehabilitován. Historický výklad jeho osoby nicméně zůstal sporný i nadále. Na jedné straně byl jednou z obětí, na druhé straně se podílel na komunistickém převzetí moci a byl zodpovědný za metody stalinského výslechu a mučení v Československu. Nedokázal odvrátit zatčení řady příslušníků bezpečnostních složek a aparátu KSČ v rámci příprav procesu se Slánským a spol., a protože nesouhlasil s přítomnosti sovětských poradců, prohrál tím boj s komisí stranické kontroly která s poradci spolupracovala (Jarmila Taussigová, Jaroslav Hora).
Závodský zařizoval a podporoval vojenskou jednotku dobrovolníků vyslanou na podporu nového státu Izraele včetně dodávky zbraní, spolupracoval s francouzskými a jugoslávskými interbrigadisty, zastával se lidí s židovským původem a umožňoval jim vystěhování do Palestiny.
Motivy čistek zůstávají nejasné i po pádu komunismu. Důležitou roli zde hrají sovětské zájmy vůči Jugoslávii, Izraeli a Korejské válce. Vznik Izraele v roce 1948 byl podporován Sovětským svazem a Československem a Československo dodalo Izraeli velké množství zbraní. Poté, co se Izrael nestal socialistickým státem, zaměřily se stranické čistky proti komunistům židovského vyznání. Dalším důvodem politických procesů mohl být mocenský boj uvnitř KSČ, kdy jedno mocenské křídlo reprezentují komunisté jako Klement Gottwald, Bruno Köhler a Jarmila Taussigová-Potůčková a druhé křídlo pak členové jako Otto Šling nebo Rudolf Slánský.
V běžných popisech náhlého zatčení, násilného vyšetřování a nedobrovolné účasti na zničení jeho několika stranických kolegů i pozdější rehabilitace zcela zanikají Osvalda Závodského „zásluhy“ na budování StB v její nejhrůznější podobě během Gottwaldovy vlády, kdy byly zabity stovky a ničeny tisíce odpůrců ba i nenápadných oponentů komunistického režimu. Sám Osvald Závodský se jako člen Ústřední bezpečnostní pětky podílel na desítkách rozhodnutích o trestech smrti ještě před konáním soudů. Je tragické, že i o jeho smrti bylo rozhodnuto předem a to dne 9. prosince 1953. O jeho trestu však nerozhodovalo pět, ale sedm mužů: Politický sekretariát Ústředního výboru KSČ.